# Ambia
Ambia – miasto w Stanach Zjednoczonych, w stanie Indiana, w hrabstwie Benton.